# Tremoisea
Genre
Tremoisea est un genre de collemboles de la famille des Neanuridae.

## Distribution
Les espèces de ce genre se rencontrent en Grèce et en Israël.

## Liste des espèces
Selon Checklist of the Collembola of the World (version du 7 octobre 2019) :
- Tremoisea enigmatica Cassagnau, 1973
- Tremoisea israelica Gruia, Poliakov & Broza, 1999
- Tremoisea ossica Cassagnau, 1973

## Publication originale
- Cassagnau, 1973 : Sur un nouveau genre de collemboles récoltés en Grèce continentale et à Corfou. Biologia Gallo-Hellen, vol. 5, no 1, p. 65-75.